# John Tradescant le Jeune
Pour les articles homonymes, voir John Tradescant.
John Tradescant le Jeune est un botaniste, jardinier et collectionneur britannique, né en août 1608 à Meopham dans le Kent et mort le 22 avril 1662.

## Biographie
Fils du jardinier et du collectionneur John Tradescant l'Ancien (v. 1570-1638), il voyage en Virginie pour rapporter des plantes américaines comme des magnolias, des faux cyprès, des Liriodendron, des phlox et des asters.
Il enrichit aussi le cabinet de curiosités qu’il a hérité de son père grâce à des acquisitions faites en Amérique comme le manteau de cérémonie du chef amérindien Powhatan.
À la mort de son père, il devient le jardinier-chef des jardins du roi Charles Ier (1600-1649) d'Angleterre et de la reine Henriette de France (1609-1669). Ces jardins sont situés à Queen's House, Greenwich et ont été dessinés par Inigo Jones (1573-1652) entre 1638 et 1642.
Il fait paraître le catalogue du cabinet sous le titre de Musaeum Tradescantianum. Il lègue son cabinet et sa bibliothèque à Elias Ashmole (1617-1692), ils serviront à la création de l’Ashmolean Museum d’Oxford. Les collections des Tradescant père et fils y sont encore, en grande partie, conservées.